# Bianco (Itàlia)
Bianco és un comune (municipi) de la Ciutat metropolitana de Reggio de Calàbria, a la regió italiana de Calàbria, situat a uns 70 km al sud-oest de Catanzaro i a uns 50 km al nord-est de Reggio de Calàbria. A 1 de gener de 2019 la seva població era de 4.267 habitants.
Bianco limita amb els municipis següents: Africo, Caraffa del Bianco, Casignana i Ferruzzano.
És una població marinera i una popular destinació turística. Els principals atractius són les restes d'una antiga abadia i les ruïnes d'una casa romana.